# Boutavent
Boutavent is een plaats en voormalige gemeente in het Franse departement Oise in de regio Hauts-de-France en telt 75 inwoners (2009). De plaats maakt deel uit van het arrondissement Beauvais.

## Geschiedenis
Boutavent is op 1 januari 2019 opgegaan in de gemeente Formerie; Formerie kreeg de status van commune nouvelle en Boutavent de status van commune deleguée. 

## Geografie
De oppervlakte van Boutavent bedraagt 4,3 km², de bevolkingsdichtheid is dus 17,4 inwoners per km².
De onderstaande kaart toont de ligging van Boutavent met de belangrijkste infrastructuur en aangrenzende gemeenten.

## Demografie
Onderstaande figuur toont het verloop van het inwonertal.